# 巴杰纳
巴杰纳（Bajna），是印度北方邦Mathura县的一个城镇。总人口7031（2001年）。

## 人口
该地2001年总人口7031人，其中男性3771人，女性3260人；0—6岁人口1284人，其中男692人，女592人；识字率57.55%，其中男性为69.35%，女性为43.90%。